# Celtic Marseille
Celtic de Marseille ist ein ehemaliger Frauenfußballverein aus Marseille. Er war drei Jahre lang in der Division 1 Féminine, der höchsten französischen Liga, vertreten.

## Geschichte
1970 wurde bei Celtic de Beaumont eine Frauenfußballabteilung gegründet; Beaumont ist ein verwaltungsmäßig zu Saint-Julien gehörendes Stadtquartier im 12. Arrondissement von Marseille. 1999 machten sich die Frauen selbständig und gründeten mit Celtic de Marseille ihren eigenen Verein. Ihre Heimpartien trugen sie im Stade Le Cesne aus. 2007 verbannte der Landesverband FFF sie aus sämtlichen nationalen Wettbewerben, weil es anlässlich eines Punktspiels gegen VGA Saint-Maur auf dem Spielfeld, in den Umkleideräumen und auch noch am Bahnhof zu unsportlichen Auseinandersetzungen von Vereinsangehörigen mit gegnerischen Spielerinnen und Begleitern gekommen war.
Daraufhin kam es 2010 zur Neugründung eines Klubs unter dem Namen Football Association Marseille Féminin, der meist als FAMF abgekürzt wird und der sich als unmittelbaren Celtic-Nachfolger darstellt. Die Klubfarben von FAMF sind Marineblau und Weiß; in der Saison 2014/15 wurde die Zweitligaelf von Sophie Sillère, einer ehemaligen Schweizer Nationalspielerin, trainiert.

## Ligazugehörigkeit und Erfolge
Bis zur Einrichtung einer einheitlichen landesweiten Liga 1992 war Celtic Beaumont, anders als (bis Mitte der 1980er Jahre) Olympique Marseille, in den Meisterschaftsendrunden nie vertreten gewesen. Im Sommer 1996 stiegen die Frauen dann in die Division 1 Féminine auf und beendeten ihre erste Saison auf dem neunten Tabellenrang. Zwölf Monate später mussten sie als Schlusslicht in die zweite Liga zurückkehren. Zur Spielzeit 2000/01 gehörten sie der D1F erneut an, konnten als Zwölftplatzierte den sofortigen Wiederabstieg aber nicht verhindern. Anschließend wurde Celtic quasi „durchgereicht“ und spielte von 2002 bis 2004 sogar nur in der dritten Liga. Es folgten drei Jahre in der D2 und anschließend die verbandsseitige Relegation, wonach Celtic zeitweise nur noch in der vierthöchsten Spielklasse antrat. Die erste Frauschaft von FAMF kehrte 2012 in die zweite Division zurück, wo sie sich in der Saison 2014/15 zum ersten Mal mit dem Lokalrivalen Olympique auseinandersetzen muss. 
Im seit 2001 ausgetragenen Landespokalwettbewerb erreichte Celtic Marseille viermal die Hauptrunde (2002/03, 2003/04, 2004/05, 2006/07), schied darin aber jeweils bereits im Sechzehntelfinale aus. Nachfolger FAMF kam erstmals 2012/13 in das Zweiunddreißigstelfinale und brachte es 2013/14 bis in das Achtelfinale. 2014/15 kam es nicht nur in der Liga, sondern auch im Pokal zum Aufeinandertreffen der beiden führenden Marseiller Vereine.

## Bekannte ehemalige Spielerinnen
Den Dress von Celtic Beaumont/Marseille haben vier spätere A-Nationalspielerinnen getragen, die in jungen Jahren allesamt schon in der Ligaelf eingesetzt wurden, ehe sie zu größeren Vereinen wechselten. Dies waren Élodie Ramos (1997–2001 bei Celtic), Caroline Pizzala (2001–2005 und erneut 2006/07), Louisa Nécib (2002–2004) und Jessica Houara (2006/07). Die Torfrau Véronique Pons (2001–2003) wurde zwar nicht zur Nationalspielerin, gewann später aber mit Olympique Lyon vier Landesmeistertitel. Marie-Françoise Sidibé (1994–2001) hingegen kam erst am Ende ihrer Karriere zu diesem Klub.